# Zsitvaapáti
Zsitvaapáti (1899-ig Kisapáti és Knezics, szlovákul Žitavany, korábban Opatovce nad Žitavou) község Szlovákiában, a Nyitrai kerület Aranyosmaróti járásában. Zsitvaapáti és Zsitvakenéz egyesítésével jött létre a jelenlegi település.

## Fekvése
Aranyosmaróttól 2 km-re északkeletre, főleg a Zsitva bal partján fekszik.

## Története
A régészeti leletek tanúsága szerint területén már az újkőkorban is éltek emberek. Ezt igazolják az itt talált cserépmaradványok és használati eszközök, melyeket a szőlőhegy alatt, a Vodná utcában találtak. A terület a későbbiekben is folyamatosan lakott volt. A lengyeli kultúra itt talált eszközei, kerámiái az i. e. 3000 körüli időből származnak. A kőkorszak végét két itt talált bronz szekerce fémjelzi, melyek szintén a szőlőhegy alatt kerültek elő és rokonságot mutatnak ukrajnai és romániai leletekkel. A bronzkorban a község területén két település is állt. Ebből a korból a legjelentősebb lelet a lausitzi kultúra 73 feltárt sírból álló temetője, köztük néhány gazdagabb melléklettel ellátott sírral, melyek az i. e. 1200 és 700 közötti időszakra keltezhetők.  A kiétei kultúrával rokoníthatók azok a hasonló korú sírok, melyek szintén a község határában kerültek elő. Szintén a Čertov hegy alól kerültek elő a hallstatti kultúra i. e. 700 és 500 közé, valamint a La Tène-kultúra i. e. 500 és az időszámítás kezdete közé keltezhető használati eszközei is. A falu feletti Hradecká lúka határrészen kisebb kelta erődítményt valószínűsítenek a közelben talált pénzérmék nyomán. A római korban kvád és markomann törzsek lakták ezt a vidéket, de csekély nyomokat hagytak maguk után. A szlávok betelepülése a 7. századra tehető.
Zsitvaapáti első írásos említése 1538-ban "Apathfalwa" alakban történt. 1561-ben "Apaldfalwa", 1577-ben "Kis Apáti", 1594-ben "Knezicz Apáthy" néven említik. A garamszentbenedeki bencés apátság birtoka volt. 1563-ban elpusztította a török. Valószínűleg a török ellen ekkor építették a templom körüli védőfalat. 1565-től az esztergomi káptalan faluja. 1601-ben 29 ház állt itt. 1618-ban a török végigpusztította a zsitvamenti településeket, köztük Apátit is. Ettől kezdve a falu a töröknek adózott. 1720-ban szőlőhegye és 27 adózója volt. 1828-ban 59 házában 413 lakos élt, akik főként mezőgazdasággal foglalkoztak.
Vályi András szerint " APÁTI. Kis Apáti. (male Opatovce,) Tót falu Bars Vármegyében, birtokosa az Esztergomi káptalanbéli Uraság, lakosai katolikusok, fekszik Aranyos Maróthoz 1/4. mértföldnyire. Határja középszerű, tulajdonságaira nézve hasonló Kutsits faluhoz, második Osztálybéli."
Fényes Elek szerint " Apáthi (Kis), Male Opatowcze, tóth falu, Bars vgyében, Ar. Maróthoz 1/2 óra: 332 kath., lak. Kath. paroch. templom. Termékeny földje, erdeje, malma van. F. u. az esztergomi káptalan."
Zsitvakenéz első írásos említése a garamszentbenedeki apátság 1075-ben kelt alapítólevelében történt "Knesech" alakban. 1209-ben "Chenesis", 1314-ben "Kenesich", 1405-ben "Knesich", 1407-ben "Also Kenesich", illetve "Felso Kenesich", 1538-ban "Egyhazas Knesicz", 1559-ben "Apaldfalwakenezych" néven szerepel az összeírásokban. Apátsági birtok, majd 1388-ban már Hrussó várának tartozéka. A 16. században a nagytapolcsányi uradalom része, később a Bodó, a Jeszenszky és Kosztolányi családok birtoka. 1535-ben 5 portája adózott. 1601-ben Alsókenézen 40 ház állt, közülük 6 nemes családoké, Felsőkenézen ugyanekkor plébánia, iskola és 27 ház is állt. 1618-ban kenézt is elpusztította a török, 1634-ben már a töröknek fizetett adót. 1715-ben malma, két kézművese és 28 jobbágycsaládja volt. 1828-ban 74 házában 491 lakos élt, akik mezőgazdasággal foglalkoztak. Később lakói kisbirtokosok, mezőgazdasági munkások voltak, de sok lakója kivándorolt.
A trianoni békeszerződésig mindkét település Bars vármegye Aranyosmaróti járásához tartozott.
A mai község Zsitvaapáti és Zsitvakenéz 1960-as egyesítésével keletkezett.

## Népessége
| Év:            | 1994. | 2004. | 2014.   | 2024.   |
| -------------- | ----- | ----- | ------- | ------- |
| Emberek száma: | 0     | 1818  | 1930    | 1804    |
| Eltérés:       |       | –     | +6,16 % | -6,52 % |

| Év:            | 2023. | 2024.   |
| -------------- | ----- | ------- |
| Emberek száma: | 1825  | 1804    |
| Eltérés:       |       | -1,15 % |

Zsitvakenéznek 1880-ban 659 lakosából 625 szlovák, 8 magyar, 4 német anyanyelvű és 22 csecsemő volt; ebből 615 római katolikus, 37 zsidó és 7 református vallású. Zsitvaapátinak 1880-ban 378 lakosából 347 szlovák, 7 magyar, 5 német anyanyelvű és 19 csecsemő; ebből 372 római katolikus és 6 zsidó vallású volt.
1910-ben Zsitvaapátinak 541 lakosából 535 szlovák, 53 magyar és 1 német anyanyelvű, míg Zsitvakenéznek 977 lakosából 852 szlovák, 115 magyar és 10 anyanyelvű volt.
2011-ben 1874 lakosából 1801 szlovák, 4 cseh, 2 lengyel, 2 egyéb és 65 ismeretlen nemzetiségű volt.
2021-ben 1861 lakosából 1720 (+2) szlovák, 3 magyar, 12 (+1) egyéb és 126 ismeretlen nemzetiségű volt.

## Neves személyek
- Itt született 1787-ben Dlhovszky József teológiai doktor, katolikus pap, költő.
- Itt született Jozef Mášik (1906-1961) szerzetes, pap.[6]
- Zsitvakenézen született 1846-ban Munk Jakab orvosdoktor.
- Zsitvakenézen született 1848. április 3-án Polónyi Géza politikus, igazságügy-miniszter.

## Nevezetességei

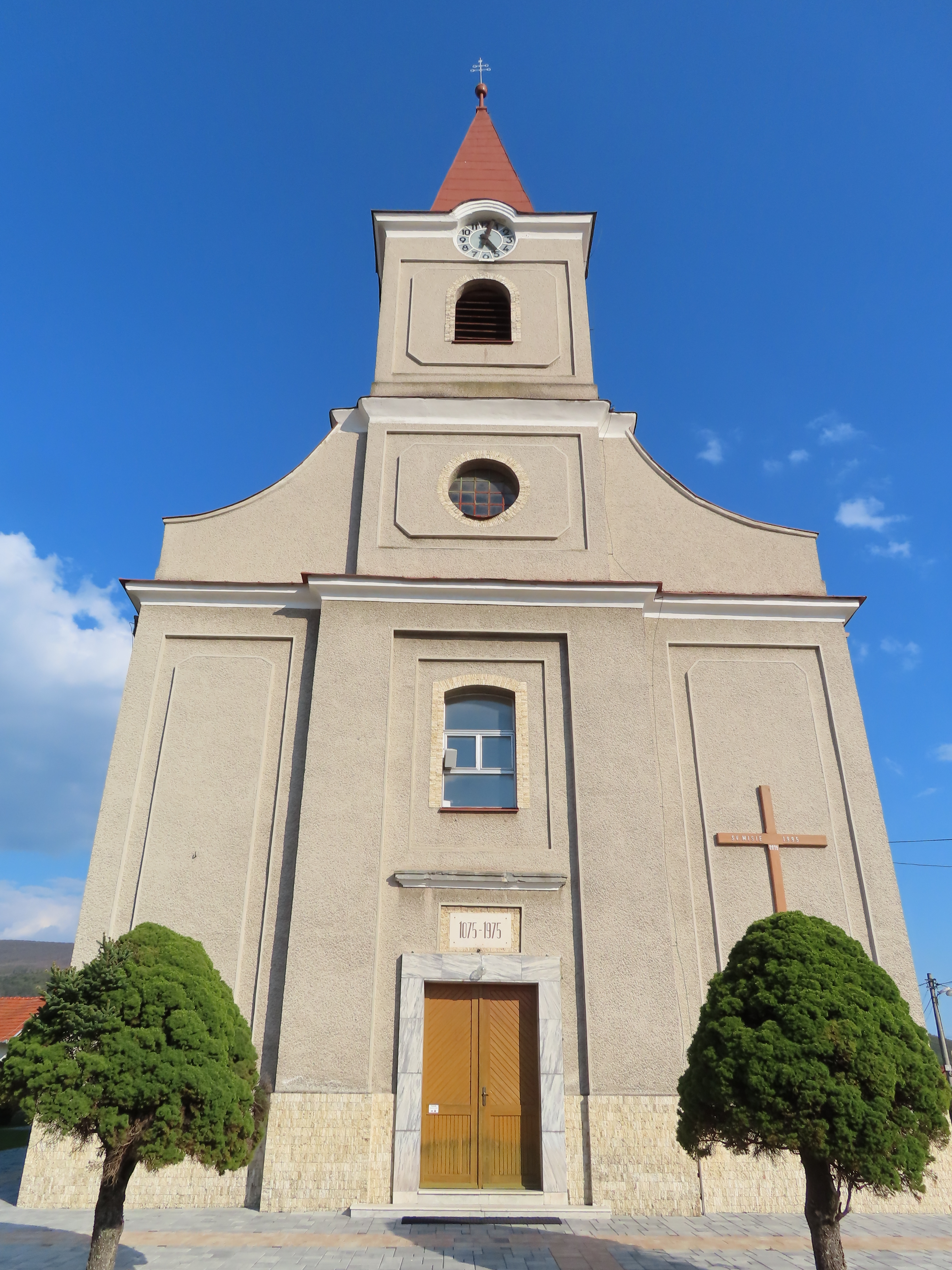
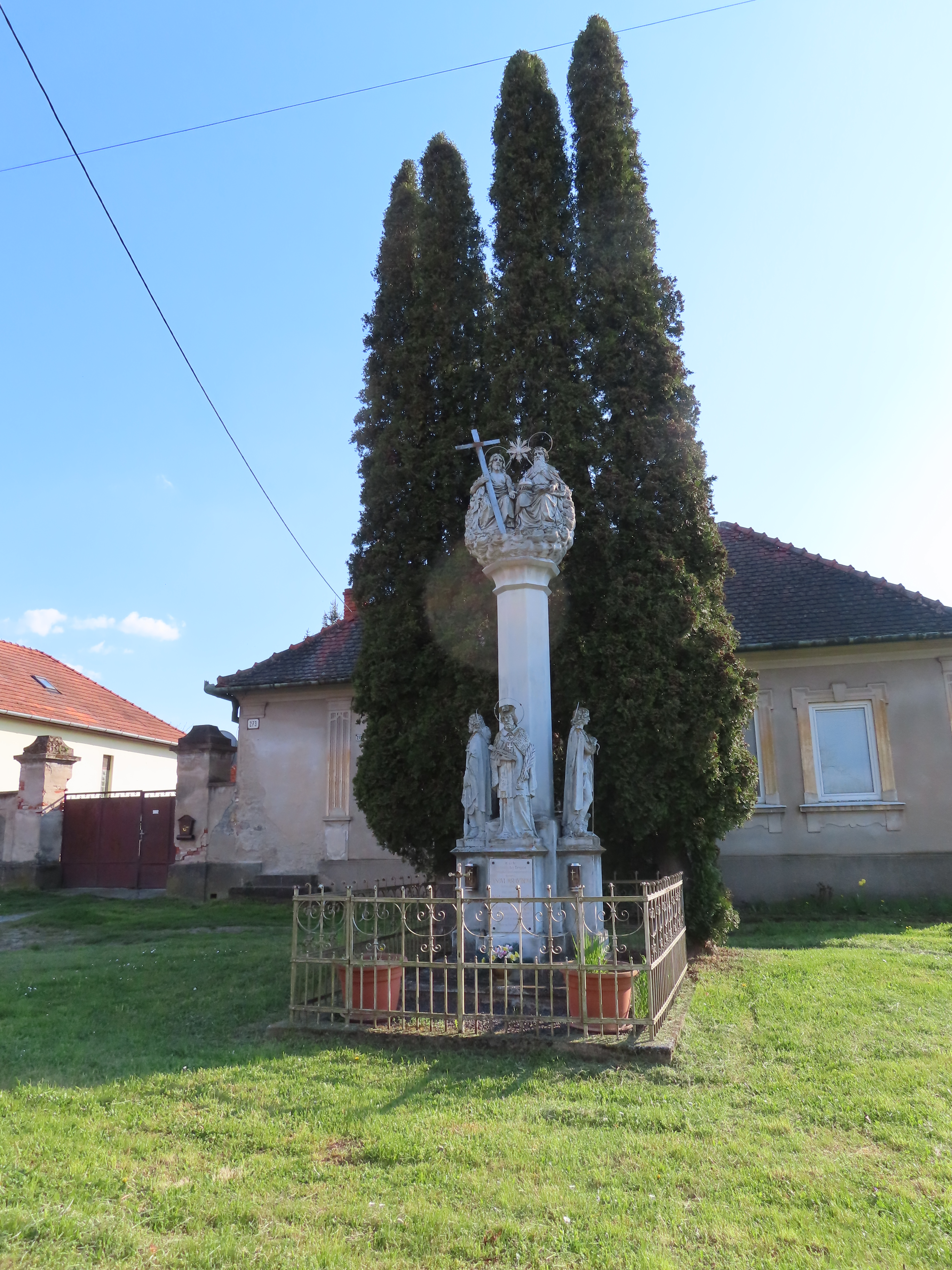
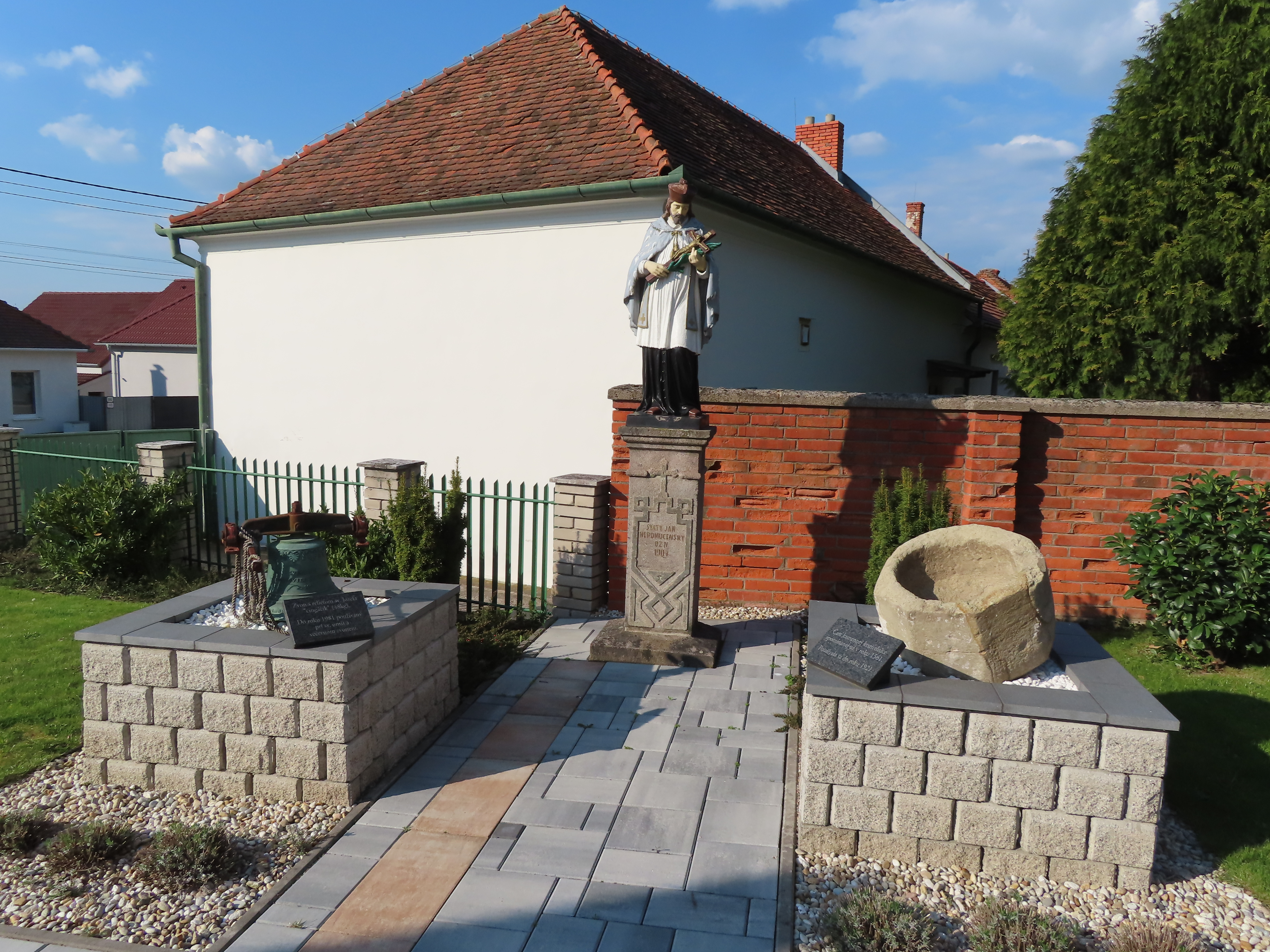
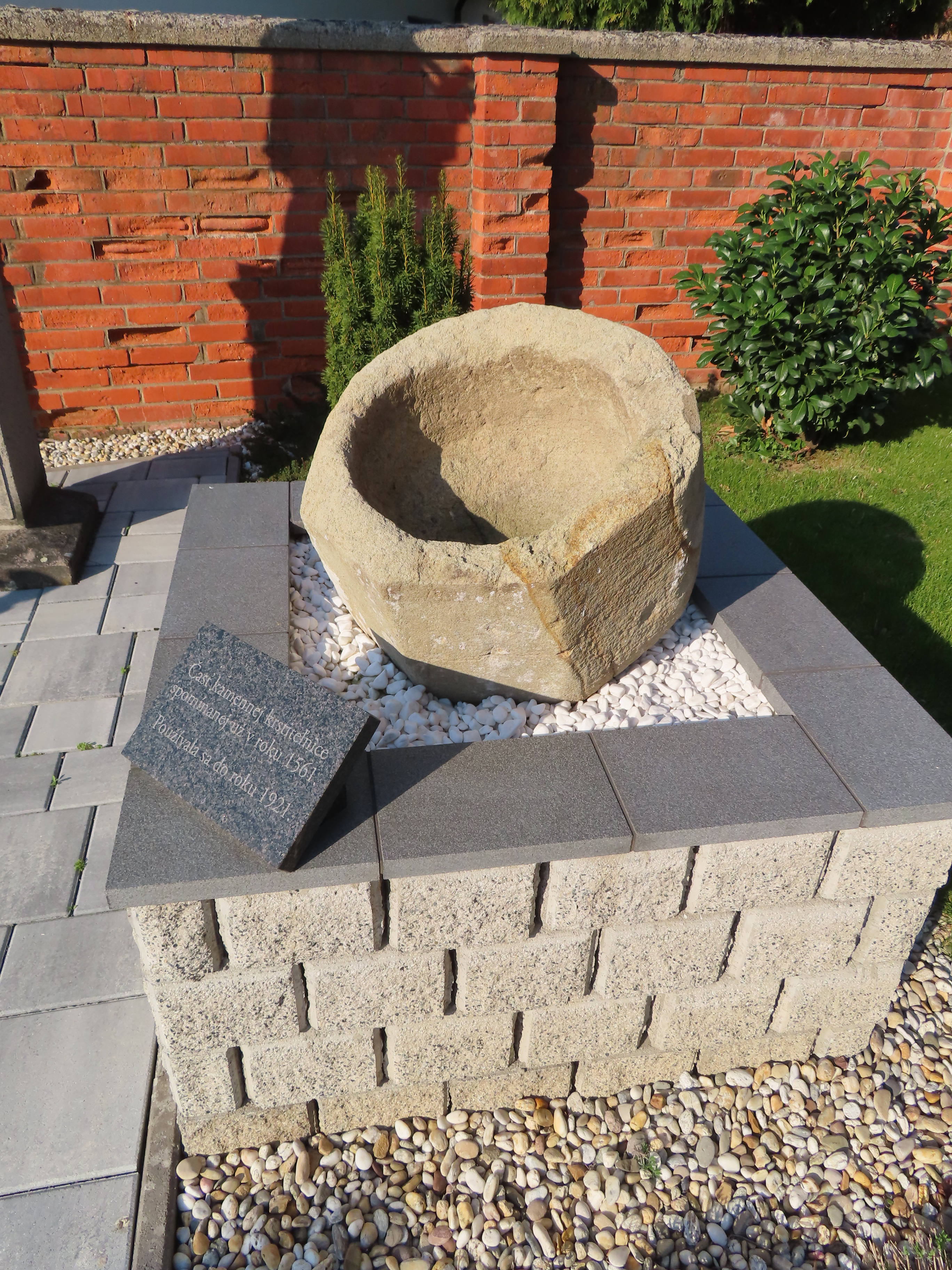
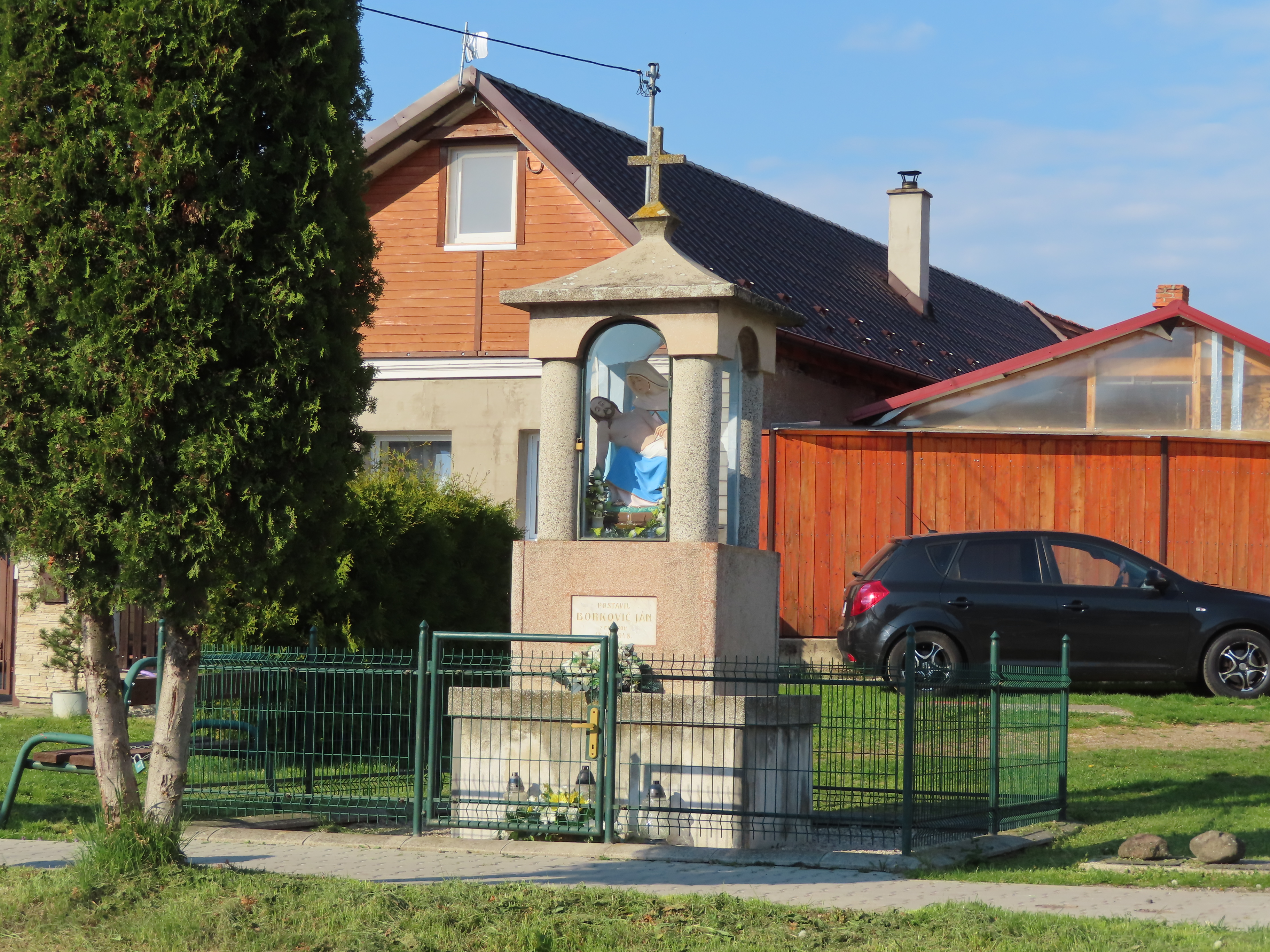
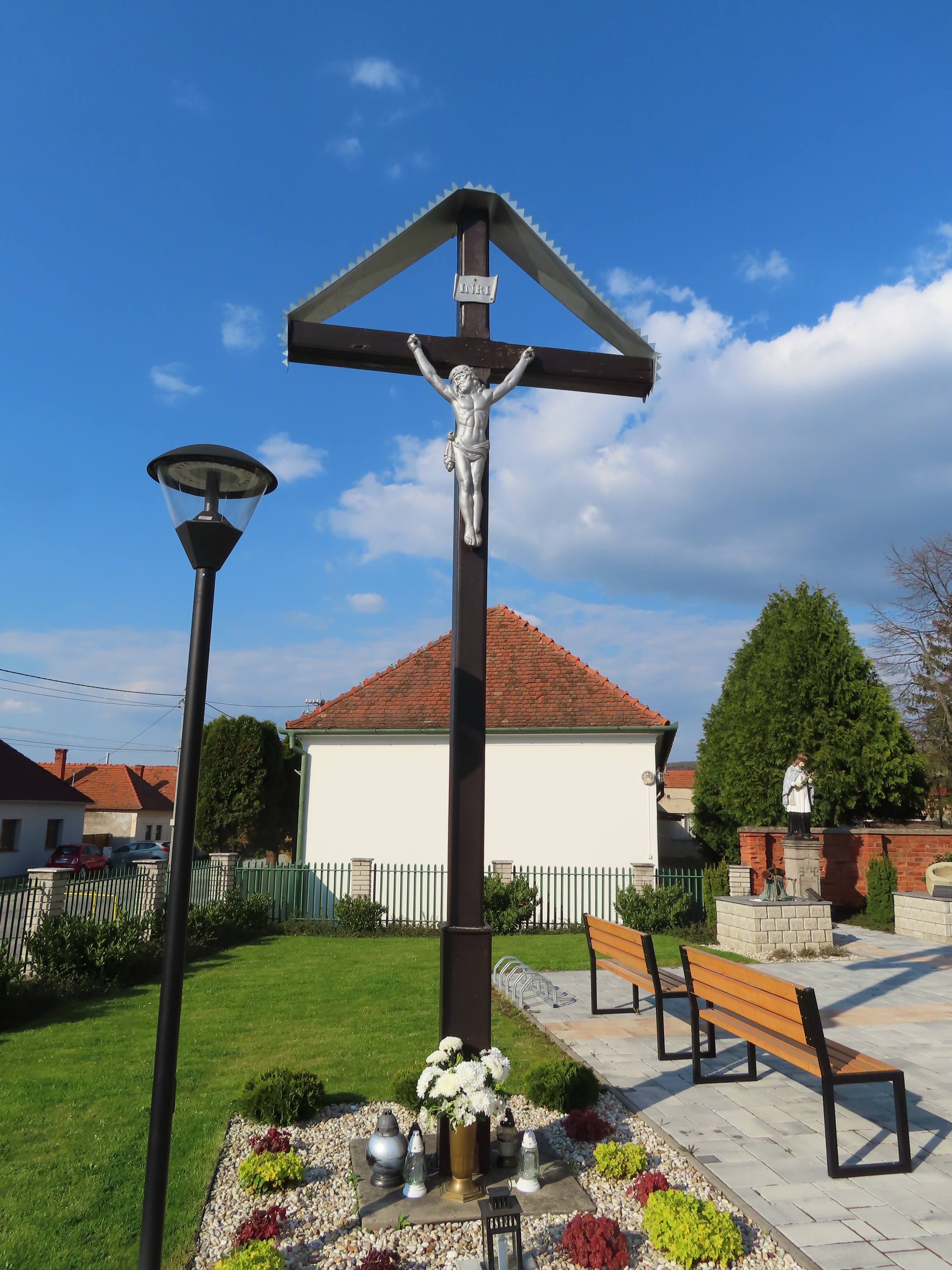
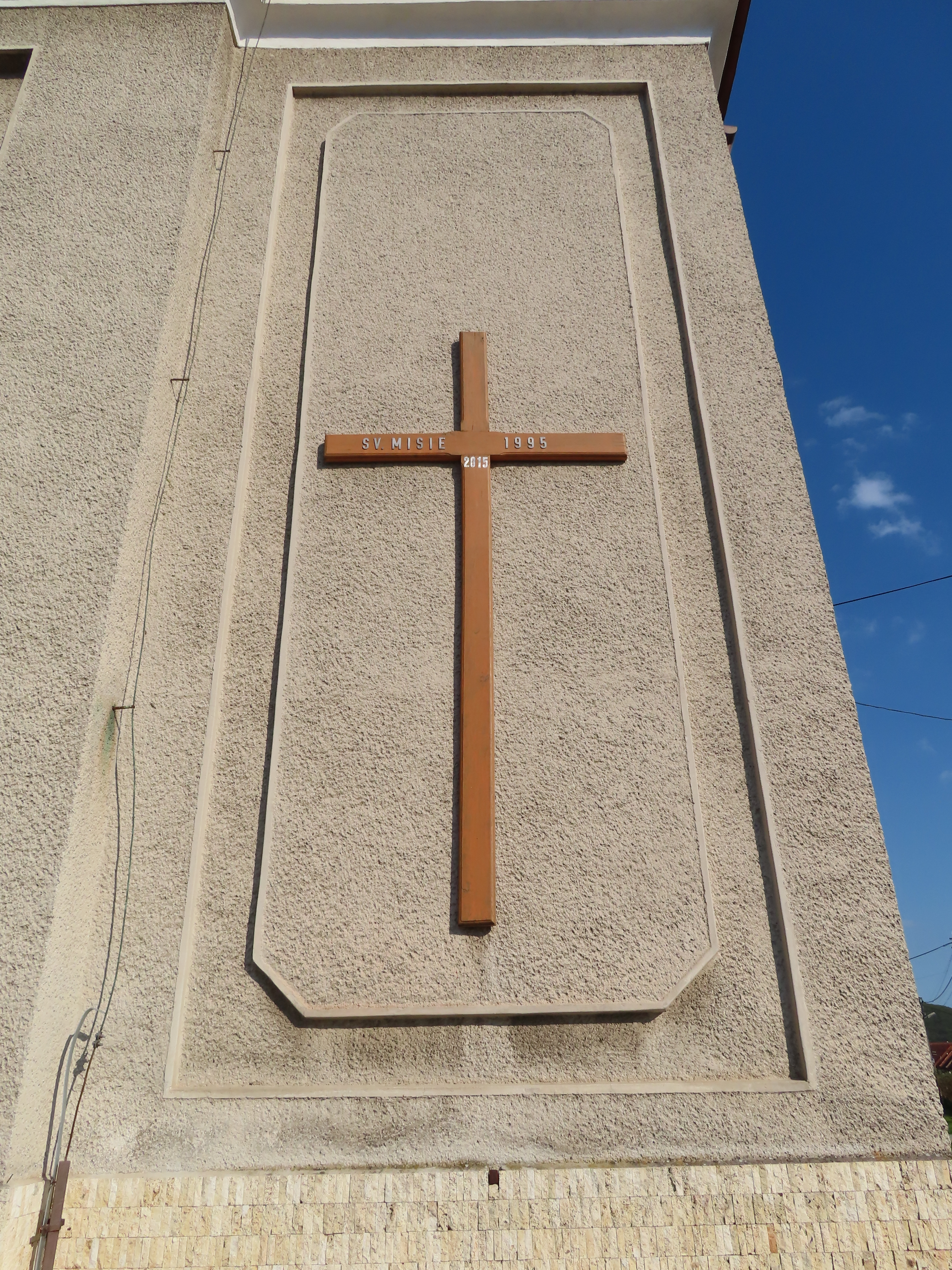
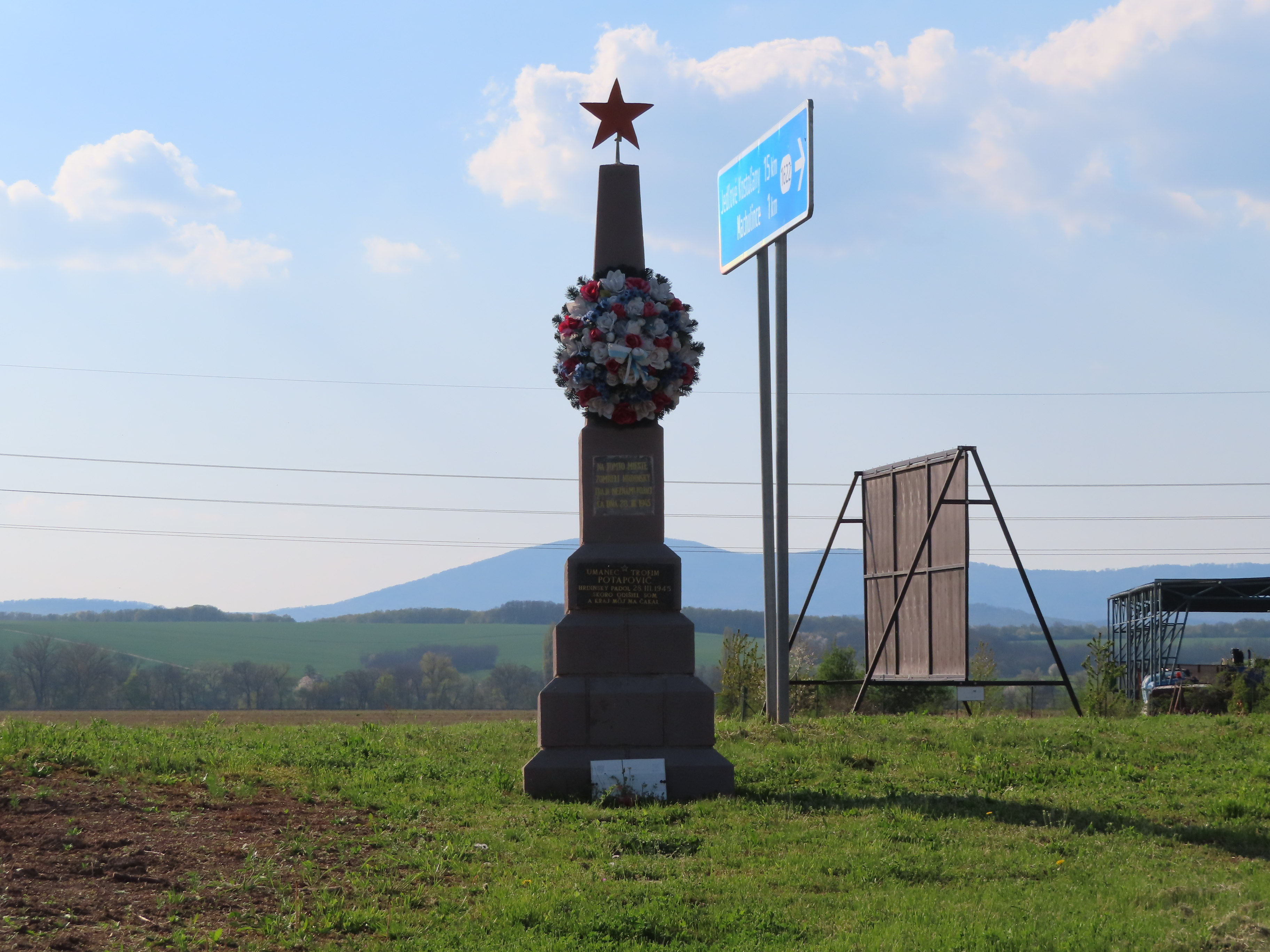

- Zsitvaapáti Kisboldogasszony tiszteletére szentelt római katolikus temploma 1660-ban épült, a 18. században barokk stílusban építették át. A 19. században is átépítették, 1937-ben pedig bővítették.
- A Szentháromság-oszlop a 19. század első felében készült.

## Külső hivatkozások
- Hivatalos oldal
- E-obce.sk Archiválva 2011. augusztus 30-i dátummal a Wayback Machine-ben
- Községinfó
- Zsitvaapáti Szlovákia térképén[halott link]